# 薩多沃
薩多沃是保加利亞的城鎮，位於該國中部，距離首府普羅夫迪夫15公里，由普羅夫迪夫州負責管轄，面積15.48平方公里，海拔高度153米，受大陸性氣候影響，2010年人口2,443。
42°08′00″N 24°56′00″E / 42.1333333333°N 24.9333333333°E